# Carlos Dupré
Carlos Dupré Silva (Santiago, 12 de enero de 1944) es un político chileno, exdiputado de la República por Santiago y exalcalde de La Reina.
El año 1967 fue elegido regidor y luego alcalde de La Reina, cargo, este último, en que fue reelecto por dos períodos consecutivos, correspondiente a los años 1968 a 1972.
En 1973 fue elegido Diputado por la 7ª Agrupación Departamental de Santiago, Tercer Distrito, para el período 1973-1977,
En 1989 fue elegido diputado, por el Distrito N.°20, comunas de Estación Central, Cerrillos y Maipú, Región Metropolitana, período 1990 a 1994; fue primer vicepresidente de la Cámara, del 11 de marzo de 1990 al 26 de septiembre de 1991.

## Historial electoral

### Elecciones parlamentarias de 1973
- Elecciones parlamentarias de 1973 para el Tercer Distrito de Santiago, Puente Alto[2]

### Elecciones parlamentarias de 1989
- Elecciones Parlamentarias de 1989 por el Distrito 20 (Maipú, Cerrillos y Estación Central)[3]

### Elecciones parlamentarias de 1993
- Elecciones parlamentarias de 1993 por el Distrito 20 (Maipú, Cerrillos y Estación Central)[4]

### Elecciones parlamentarias de 2005
- Elecciones parlamentarias de 2005 a Diputado por el Distrito 33 (Codegua, Coinco, Coltauco, Doñihue, Graneros, Machalí, Malloa, Mostazal, Olivar, Quinta de Tilcoco, Rengo y Requínoa)[5]